# 5950 Leukippos
5950 Leukippos (1986 PS4) là một tiểu hành tinh vành đai chính được phát hiện ngày 9 tháng 8 năm 1986 bởi Elst và Ivanova ở Rozhen.